# Achrosis lilacina
Sabaria lilacina là một loài bướm đêm trong họ Geometridae.